# NGC 5157
NGC 5157 је спирална галаксија у сазвежђу Ловачки пси која се налази на NGC листи објеката дубоког неба.
Деклинација објекта је + 32° 1' 51" а ректасцензија 13h 27m 16,8s. Привидна величина (магнитуда) објекта NGC 5157 износи 13,4 а фотографска магнитуда 14,3. NGC 5157 је још познат и под ознакама UGC 8455, MCG 5-32-21, CGCG 161-56, PGC 47131.